# Tunahan Tasci
Muhammet Tunahan Tasci, türkisch Taşçı, (* 29. April 2002 in Nijmegen, Niederlande) ist ein niederländisch-türkischer Fußballspieler. Bis 2021 spielte er als Jugendspieler für Ajax Amsterdam und war bis 2020 türkischer Nachwuchsnationalspieler.

## Karriere

### Verein
Tunahan Tasci, geboren und aufgewachsen in den Niederlanden, begann mit dem Fußballspielen bei VV Union Malden und schloss sich 2012 dem Nachwuchsakademie von Vitesse Arnheim an, ehe er 2014 zur Voetbalacademie N.E.C./FC Oss wechselte. In der Saison 2017/18 qualifizierte sich die B-Jugend (U17) des NEC Nijmegen als Tabellendritter in der Vorrunde für die B-Junioren Eredivisie, dabei war Tunahan Tasci zu lediglich vier Einsätzen gekommen. In der Endrunde, an dessen Ende für die U17 der Nimwegener der sechste Platz stand, spielte er zweimal. Eine Saison später lief Tasci in der Vorrunde in vier Partien auf und erzielte dabei zwei Tore. Während der Endrunde erkämpfte er sich einen Stammplatz und kam zu 13 Einsätzen, in denen er sechs Tore beisteuerte. Auch dank der Leistungen von Tunahan Tasci wurde die U17 des NEC Nijmegen Tabellendritter.
Zur Saison 2019/20 schloss sich Tasci der Nachwuchsakademie von Ajax Amsterdam an, wo er zum Kader der U19 gehört. Am 30. August 2020 absolvierte er beim 0:4 im Heimspiel gegen Roda JC Kerkrade am ersten Spieltag in der zweiten niederländischen Liga sein erstes Spiel für die Reservemannschaft der Ajacieds.

### Nationalmannschaft
Am 28. November 2018 lief Tunahan Tasci bei einer 0:1-Niederlage anlässlich des Nike Tournaments gegen Brasilien erstmals für die türkische U17-Nationalmannschaft auf. Mit der U17 verpasste er die Qualifikation für die Europameisterschaft 2019 in Irland. Sein letztes Spiel für diese Altersklasse bestritt er am 18. April 2019 im Freundschaftsspiel in Paris gegen Frankreich. Für die türkischen U18-Junioren absolvierte Tasci von 2019 bis 2020 sieben Partien.